# Devon Football League
Devon Football League (DFL), kallad Scott Richards Solicitors Devon Football League eller bara Scott Richards Solicitors League av sponsorskäl, är en fotbollsliga i England, grundad 2019. Ligan består av klubbar från Devon.
I samband med att ligan bildades omorganiserades South West Peninsula Football League så att den hade två divisioner på nivå 10 i stället för en division på nivå 10 och två på nivå 11.
Ligan har två divisioner, North & East Division och South & West Division, som båda ligger på nivå 11 i det engelska ligasystemet. Ligan har också en egen cup, kallad McDonald's Cup av sponsorskäl.
En klubb i varje division kan flyttas upp till South West Peninsula Football League Premier Division East (nivå 10). De två sämst placerade klubbarna i varje division kan flyttas ned till någon av flera olika lokala ligor – Devon & Exeter Football League, North Devon Association Football League, Plymouth & West Devon Football League eller South Devon Football League (nivå 12).

## Mästare
| Säsong  | North & East Division | South & West Division | League Cup |
| ------- | --------------------- | --------------------- | ---------- |
| 2019/20 |                       |                       |            |